# بشقابی معمولی
بشقابی معمولی (نام علمی: Scutellaria galericulata) نام یک گونه از سرده بشقابی است.